# 동도초등학교 (경남)
동도초등학교는 대한민국 경상남도 함양군 안의면 황마로 886 (초동리)에 있었던 초등학교이다.

## 연혁
- 1940년 8월 1일 안의공립심상소학교 초동간이학교 개교(설립인가 6월 22일)
- 1941년 4월 1일 안의공립국민학교 초동간이학교 (교명 변경)
- 1943년 8월 1일 안의공립국민학교 도림분교장 (교명 변경)
- 1947년 2월 15일 동도공립국민학교로 승격
- 1986년 3월 7일 병설유치원 개원
- 1996년 3월 1일 동도초등학교로 교명 변경
- 1998년 2월 20일 제50회 졸업식(총 졸업생수 2,665명)
- 1998년 3월 1일 폐교, 안의초등학교에 통합